# Клејмент Лафиара
Клејмент Бил Лафиара (енгл. Clayment Bill Lafiara; 8. октобар 1991) соломонски је пливач чија ужа специјалност су спринтерске трке слободним и прсним стилом. Вишеструки је национални првак и рекордер.

## Спортска каријера
Учествовао је на светском првенству у малим базенима у Хангџоуу 2018, где је остварио пласмане на 70. место на 50 прсно и 108. место на 50 слободно. Исте године је по први пут наступио и на Играма комонвелта у Гоулд Коусту, где је био претпоследњи 58. у трци на 50 слободно (време од 27,07 секунди). 
На светским првенствима у великим базенима је дебитовао у корејском Квангџуу 2019. где је остварио палсмане на 116. место у квалификацијама трке на 50 слободно, односно на 67. у трци на 50 прсно.